# Elecciones municipales de 2019 en la provincia de Castellón
Las Elecciones Municipales de 2019 en la provincia de Castellón se celebraron el 26 de mayo de 2019, junto con las Elecciones al Parlamento Europeo de 2019.

## Resultados electorales

### Resultados globales
| ← Elecciones municipales de 2019 en la provincia de Castellón → |                                                   |         |           |         |            |
| Partido político                                                | Partido político                                  | Votos   | Variación | %       | Concejales |
|                                                                 | Partit Socialista del País Valencià (PSPV-PSOE)   | 102 802 | 19 389    | 36,91 % | 428        |
|                                                                 | Partido Popular de la Comunidad Valenciana (PPCV) | 82 022  | 14 340    | 29,45 % | 460        |
|                                                                 | Compromís Municipal (Compromís)                   | 29 032  | 7188      | 10,42 % | 84         |
|                                                                 | Ciudadanos-Partido de la Ciudadanía (Cs)          | 22 675  | 820       | 8,14 %  | 33         |
| Participación                                                   | Participación                                     | 281 372 | 19 064    | 66,67 % | 1099       |
| Votos nulos                                                     | Votos nulos                                       | 2 838   | 2 849     | 1,01 %  | -          |
| Voto en blanco                                                  | Voto en blanco                                    | 2 324   | 2 207     | 0,83 %  | -          |

### Resultados en los principales municipios
En la siguiente tabla se muestran los resultados electorales en los 20 municipios más habitados de la provincia de Castellón.
| Municipio | Municipio                           | Alcalde y gobierno saliente                                            | Partido   | Votos  | %     | Concejales  | +/-         | Alcalde y gobierno electo                                             |
| --------- | ----------------------------------- | ---------------------------------------------------------------------- | --------- | ------ | ----- | ----------- | ----------- | --------------------------------------------------------------------- |
|           | Castellón de la Plana 27 concejales | - Alcalde: Amparo Marco (PSOE) - Gobierno municipal: PSOE              | PSOE      | 25 550 | 34,78 | 10          | 3           | - Alcalde: Amparo Marco (PSOE) - Gobierno municipal: PSOE             |
| PP        | Castellón de la Plana 27 concejales | - Alcalde: Amparo Marco (PSOE) - Gobierno municipal: PSOE              | 17 603    | 23,96  | 7     | 1           |             | - Alcalde: Amparo Marco (PSOE) - Gobierno municipal: PSOE             |
| Cs        | Castellón de la Plana 27 concejales | - Alcalde: Amparo Marco (PSOE) - Gobierno municipal: PSOE              | 10 345    | 14,08  | 4     | Sin cambios |             | - Alcalde: Amparo Marco (PSOE) - Gobierno municipal: PSOE             |
| Compromís | Castellón de la Plana 27 concejales | - Alcalde: Amparo Marco (PSOE) - Gobierno municipal: PSOE              | 8565      | 11,66  | 3     | 1           |             | - Alcalde: Amparo Marco (PSOE) - Gobierno municipal: PSOE             |
| Podemos   | Castellón de la Plana 27 concejales | - Alcalde: Amparo Marco (PSOE) - Gobierno municipal: PSOE              | 4808      | 6,55   | 2     | 2           |             | - Alcalde: Amparo Marco (PSOE) - Gobierno municipal: PSOE             |
| Vox       | Castellón de la Plana 27 concejales | - Alcalde: Amparo Marco (PSOE) - Gobierno municipal: PSOE              | 4704      | 6,40   | 1     | 1           |             | - Alcalde: Amparo Marco (PSOE) - Gobierno municipal: PSOE             |
|           | Villarreal 25 concejales            | - Alcalde: José Benlloch (PSOE) - Gobierno municipal: PSOE             | PSOE      | 10 578 | 46,29 | 13          | Sin cambios | - Alcalde: José Benlloch (PSOE) - Gobierno municipal: PSOE            |
| PP        | Villarreal 25 concejales            | - Alcalde: José Benlloch (PSOE) - Gobierno municipal: PSOE             | 4610      | 20,17  | 5     | 1           |             | - Alcalde: José Benlloch (PSOE) - Gobierno municipal: PSOE            |
| Compromís | Villarreal 25 concejales            | - Alcalde: José Benlloch (PSOE) - Gobierno municipal: PSOE             | 2506      | 10,97  | 3     | 1           |             | - Alcalde: José Benlloch (PSOE) - Gobierno municipal: PSOE            |
| Cs        | Villarreal 25 concejales            | - Alcalde: José Benlloch (PSOE) - Gobierno municipal: PSOE             | 2419      | 10,59  | 2     | Sin cambios |             | - Alcalde: José Benlloch (PSOE) - Gobierno municipal: PSOE            |
| Vox       | Villarreal 25 concejales            | - Alcalde: José Benlloch (PSOE) - Gobierno municipal: PSOE             | 1250      | 5,47   | 1     | 1           |             | - Alcalde: José Benlloch (PSOE) - Gobierno municipal: PSOE            |
| Podemos   | Villarreal 25 concejales            | - Alcalde: José Benlloch (PSOE) - Gobierno municipal: PSOE             | 1240      | 5,43   | 1     | 1           |             | - Alcalde: José Benlloch (PSOE) - Gobierno municipal: PSOE            |
|           | Burriana 21 concejales              | - Alcalde: María José Safont (PSOE) - Gobierno municipal: PSOE         | PSOE      | 5907   | 39,01 | 10          | 4           | - Alcalde: María José Safont (PSOE) - Gobierno municipal: PSOE        |
| PP        | Burriana 21 concejales              | - Alcalde: María José Safont (PSOE) - Gobierno municipal: PSOE         | 3922      | 25,90  | 6     | 1           |             | - Alcalde: María José Safont (PSOE) - Gobierno municipal: PSOE        |
| Compromís | Burriana 21 concejales              | - Alcalde: María José Safont (PSOE) - Gobierno municipal: PSOE         | 1437      | 9,49   | 2     | 1           |             | - Alcalde: María José Safont (PSOE) - Gobierno municipal: PSOE        |
| Vox       | Burriana 21 concejales              | - Alcalde: María José Safont (PSOE) - Gobierno municipal: PSOE         | 1187      | 7,84   | 2     | 2           |             | - Alcalde: María José Safont (PSOE) - Gobierno municipal: PSOE        |
| Cs        | Burriana 21 concejales              | - Alcalde: María José Safont (PSOE) - Gobierno municipal: PSOE         | 960       | 6,34   | 1     | Sin cambios |             | - Alcalde: María José Safont (PSOE) - Gobierno municipal: PSOE        |
|           | Vall de Uxó 21 concejales           | - Alcalde: Tania Baños (PSOE) - Gobierno municipal: PSOE               | PSOE      | 6322   | 37,40 | 9           | 3           | - Alcalde: Tania Baños (PSOE) - Gobierno municipal: PSOE              |
| PP        | Vall de Uxó 21 concejales           | - Alcalde: Tania Baños (PSOE) - Gobierno municipal: PSOE               | 3735      | 22,09  | 5     | 3           |             | - Alcalde: Tania Baños (PSOE) - Gobierno municipal: PSOE              |
| EUPV      | Vall de Uxó 21 concejales           | - Alcalde: Tania Baños (PSOE) - Gobierno municipal: PSOE               | 2024      | 11,97  | 3     | Sin cambios |             | - Alcalde: Tania Baños (PSOE) - Gobierno municipal: PSOE              |
| Cs        | Vall de Uxó 21 concejales           | - Alcalde: Tania Baños (PSOE) - Gobierno municipal: PSOE               | 1388      | 8,21   | 2     | 1           |             | - Alcalde: Tania Baños (PSOE) - Gobierno municipal: PSOE              |
| Compromís | Vall de Uxó 21 concejales           | - Alcalde: Tania Baños (PSOE) - Gobierno municipal: PSOE               | 1249      | 7,39   | 1     | 1           |             | - Alcalde: Tania Baños (PSOE) - Gobierno municipal: PSOE              |
| Vox       | Vall de Uxó 21 concejales           | - Alcalde: Tania Baños (PSOE) - Gobierno municipal: PSOE               | 1124      | 6,65   | 1     | 1           |             | - Alcalde: Tania Baños (PSOE) - Gobierno municipal: PSOE              |
|           | Vinaroz 21 concejales               | - Alcalde: Enric Pla (TSV) - Gobierno municipal: TSV                   | PSOE      | 3624   | 29,92 | 7           | 3           | - Alcalde: Guillem Alsina (PSOE) - Gobierno municipal: PSOE           |
| PP        | Vinaroz 21 concejales               | - Alcalde: Enric Pla (TSV) - Gobierno municipal: TSV                   | 3092      | 25,53  | 6     | 2           |             | - Alcalde: Guillem Alsina (PSOE) - Gobierno municipal: PSOE           |
| PVI       | Vinaroz 21 concejales               | - Alcalde: Enric Pla (TSV) - Gobierno municipal: TSV                   | 1892      | 15,62  | 3     | 2           |             | - Alcalde: Guillem Alsina (PSOE) - Gobierno municipal: PSOE           |
| TSV       | Vinaroz 21 concejales               | - Alcalde: Enric Pla (TSV) - Gobierno municipal: TSV                   | 1636      | 13,51  | 3     | 2           |             | - Alcalde: Guillem Alsina (PSOE) - Gobierno municipal: PSOE           |
| Compromís | Vinaroz 21 concejales               | - Alcalde: Enric Pla (TSV) - Gobierno municipal: TSV                   | 693       | 5,72   | 1     | 1           |             | - Alcalde: Guillem Alsina (PSOE) - Gobierno municipal: PSOE           |
| Cs        | Vinaroz 21 concejales               | - Alcalde: Enric Pla (TSV) - Gobierno municipal: TSV                   | 634       | 5,23   | 1     | 1           |             | - Alcalde: Guillem Alsina (PSOE) - Gobierno municipal: PSOE           |
|           | Benicarló 21 concejales             | - Alcalde: Xaro Miralles (PSOE) - Gobierno municipal: PSOE             | PSOE      | 5223   | 48,26 | 11          | 4           | - Alcalde: Xaro Miralles (PSOE) - Gobierno municipal: PSOE            |
| PP        | Benicarló 21 concejales             | - Alcalde: Xaro Miralles (PSOE) - Gobierno municipal: PSOE             | 2350      | 21,71  | 5     | 2           |             | - Alcalde: Xaro Miralles (PSOE) - Gobierno municipal: PSOE            |
| Cs        | Benicarló 21 concejales             | - Alcalde: Xaro Miralles (PSOE) - Gobierno municipal: PSOE             | 1408      | 13,01  | 3     | Sin cambios |             | - Alcalde: Xaro Miralles (PSOE) - Gobierno municipal: PSOE            |
| Compromís | Benicarló 21 concejales             | - Alcalde: Xaro Miralles (PSOE) - Gobierno municipal: PSOE             | 994       | 9,18   | 2     | 2           |             | - Alcalde: Xaro Miralles (PSOE) - Gobierno municipal: PSOE            |
|           | Almazora 21 concejales              | - Alcalde: Susanna Nicolau (Compromís) - Gobierno municipal: Compromís | PSOE      | 3884   | 36,25 | 9           | 3           | - Alcalde: Merche Galí (PSOE) - Gobierno municipal: PSOE              |
| PP        | Almazora 21 concejales              | - Alcalde: Susanna Nicolau (Compromís) - Gobierno municipal: Compromís | 3019      | 28,18  | 7     | Sin cambios |             | - Alcalde: Merche Galí (PSOE) - Gobierno municipal: PSOE              |
| Compromís | Almazora 21 concejales              | - Alcalde: Susanna Nicolau (Compromís) - Gobierno municipal: Compromís | 1681      | 15,69  | 3     | 2           |             | - Alcalde: Merche Galí (PSOE) - Gobierno municipal: PSOE              |
| Cs        | Almazora 21 concejales              | - Alcalde: Susanna Nicolau (Compromís) - Gobierno municipal: Compromís | 1139      | 10,63  | 2     | 1           |             | - Alcalde: Merche Galí (PSOE) - Gobierno municipal: PSOE              |
|           | Onda 21 concejales                  | - Alcalde: Ximo Huguet (PSOE) - Gobierno municipal: PSOE               | PP        | 5014   | 42,19 | 11          | 2           | - Alcalde: Carmina Ballester - Gobierno municipal: PP                 |
| PSOE      | Onda 21 concejales                  | - Alcalde: Ximo Huguet (PSOE) - Gobierno municipal: PSOE               | 4279      | 36,00  | 9     | 1           |             | - Alcalde: Carmina Ballester - Gobierno municipal: PP                 |
| Compromís | Onda 21 concejales                  | - Alcalde: Ximo Huguet (PSOE) - Gobierno municipal: PSOE               | 744       | 6,26   | 1     | 1           |             | - Alcalde: Carmina Ballester - Gobierno municipal: PP                 |
|           | Benicasim 17 concejales             | - Alcalde: Susana Marqués (PP) - Gobierno municipal: PP                | PP        | 2914   | 33,38 | 6           | Sin cambios | - Alcalde: Susana Marqués (PP) - Gobierno municipal: PP               |
| PSOE      | Benicasim 17 concejales             | - Alcalde: Susana Marqués (PP) - Gobierno municipal: PP                | 1916      | 21,95  | 4     | 1           |             | - Alcalde: Susana Marqués (PP) - Gobierno municipal: PP               |
| Cs        | Benicasim 17 concejales             | - Alcalde: Susana Marqués (PP) - Gobierno municipal: PP                | 1345      | 15,41  | 3     | 1           |             | - Alcalde: Susana Marqués (PP) - Gobierno municipal: PP               |
| Compromís | Benicasim 17 concejales             | - Alcalde: Susana Marqués (PP) - Gobierno municipal: PP                | 1222      | 14,00  | 2     | 1           |             | - Alcalde: Susana Marqués (PP) - Gobierno municipal: PP               |
| Podemos   | Benicasim 17 concejales             | - Alcalde: Susana Marqués (PP) - Gobierno municipal: PP                | 720       | 8,25   | 1     | Sin cambios |             | - Alcalde: Susana Marqués (PP) - Gobierno municipal: PP               |
| Vox       | Benicasim 17 concejales             | - Alcalde: Susana Marqués (PP) - Gobierno municipal: PP                | 521       | 5,97   | 1     | 1           |             | - Alcalde: Susana Marqués (PP) - Gobierno municipal: PP               |
|           | Nules 17 concejales                 | - Alcalde: David García (CCD) - Gobierno municipal: CCD                | CeN       | 2156   | 30,89 | 6           | 6           | - Alcalde: David García (CeN) - Gobierno municipal: CeN               |
| PP        | Nules 17 concejales                 | - Alcalde: David García (CCD) - Gobierno municipal: CCD                | 2148      | 30,78  | 5     | 3           |             | - Alcalde: David García (CeN) - Gobierno municipal: CeN               |
| PSOE      | Nules 17 concejales                 | - Alcalde: David García (CCD) - Gobierno municipal: CCD                | 1967      | 28,18  | 5     | 1           |             | - Alcalde: David García (CeN) - Gobierno municipal: CeN               |
| Compromís | Nules 17 concejales                 | - Alcalde: David García (CCD) - Gobierno municipal: CCD                | 618       | 8,86   | 1     | 1           |             | - Alcalde: David García (CeN) - Gobierno municipal: CeN               |
|           | Alcora 17 concejales                | - Alcalde: Víctor García (Compromís) - Gobierno municipal: Compromís   | PSOE      | 2721   | 48,72 | 9           | 4           | - Alcalde: Samuel Falomir (PSOE) - Gobierno municipal: PSOE           |
| PP        | Alcora 17 concejales                | - Alcalde: Víctor García (Compromís) - Gobierno municipal: Compromís   | 1408      | 25,21  | 5     | 2           |             | - Alcalde: Samuel Falomir (PSOE) - Gobierno municipal: PSOE           |
| Compromís | Alcora 17 concejales                | - Alcalde: Víctor García (Compromís) - Gobierno municipal: Compromís   | 924       | 16,54  | 3     | Sin cambios |             | - Alcalde: Samuel Falomir (PSOE) - Gobierno municipal: PSOE           |
|           | Segorbe 13 concejales               | - Alcalde: Rafael Magdalena (PSOE) - Gobierno municipal: PSOE          | PP        | 2245   | 43,89 | 7           | 1           | - Alcalde: Mari Carmen Climent (PP) - Gobierno municipal: PP          |
| PSOE      | Segorbe 13 concejales               | - Alcalde: Rafael Magdalena (PSOE) - Gobierno municipal: PSOE          | 1501      | 29,35  | 4     | 1           |             | - Alcalde: Mari Carmen Climent (PP) - Gobierno municipal: PP          |
| SP        | Segorbe 13 concejales               | - Alcalde: Rafael Magdalena (PSOE) - Gobierno municipal: PSOE          | 592       | 11,57  | 1     | 1           |             | - Alcalde: Mari Carmen Climent (PP) - Gobierno municipal: PP          |
| Cs        | Segorbe 13 concejales               | - Alcalde: Rafael Magdalena (PSOE) - Gobierno municipal: PSOE          | 355       | 6,94   | 1     | 1           |             | - Alcalde: Mari Carmen Climent (PP) - Gobierno municipal: PP          |
|           | Oropesa del Mar 13 concejales       | - Alcalde: Rafael Albert (PP) - Gobierno municipal: PP                 | PSOE      | 1141   | 33,27 | 5           | 3           | - Alcalde: María Jiménez (PSOE) - Gobierno municipal: PSOE            |
| PP        | Oropesa del Mar 13 concejales       | - Alcalde: Rafael Albert (PP) - Gobierno municipal: PP                 | 1104      | 32,19  | 5     | 1           |             | - Alcalde: María Jiménez (PSOE) - Gobierno municipal: PSOE            |
| Cs        | Oropesa del Mar 13 concejales       | - Alcalde: Rafael Albert (PP) - Gobierno municipal: PP                 | 445       | 12,97  | 2     | Sin cambios |             | - Alcalde: María Jiménez (PSOE) - Gobierno municipal: PSOE            |
| Compromís | Oropesa del Mar 13 concejales       | - Alcalde: Rafael Albert (PP) - Gobierno municipal: PP                 | 390       | 11,37  | 1     | 1           |             | - Alcalde: María Jiménez (PSOE) - Gobierno municipal: PSOE            |
|           | Peñíscola 13 concejales             | - Alcalde: Andrés Martínez (PP) - Gobierno municipal: PP               | PP        | 1561   | 45,09 | 7           | Sin cambios | - Alcalde: Andrés Martínez (PP) - Gobierno municipal: PP              |
| PSOE      | Peñíscola 13 concejales             | - Alcalde: Andrés Martínez (PP) - Gobierno municipal: PP               | 727       | 21,00  | 3     | 1           |             | - Alcalde: Andrés Martínez (PP) - Gobierno municipal: PP              |
| Compromís | Peñíscola 13 concejales             | - Alcalde: Andrés Martínez (PP) - Gobierno municipal: PP               | 629       | 18,17  | 2     | 2           |             | - Alcalde: Andrés Martínez (PP) - Gobierno municipal: PP              |
| Cs        | Peñíscola 13 concejales             | - Alcalde: Andrés Martínez (PP) - Gobierno municipal: PP               | 217       | 6,27   | 1     | 1           |             | - Alcalde: Andrés Martínez (PP) - Gobierno municipal: PP              |
|           | Alcalá de Chivert 13 concejales     | - Alcalde: Francisco Juan (PP) - Gobierno municipal: PP                | PP        | 1793   | 49,10 | 7           | Sin cambios | - Alcalde: Francisco Juan (PP) - Gobierno municipal: PP               |
| PSOE      | Alcalá de Chivert 13 concejales     | - Alcalde: Francisco Juan (PP) - Gobierno municipal: PP                | 1198      | 32,80  | 4     | Sin cambios |             | - Alcalde: Francisco Juan (PP) - Gobierno municipal: PP               |
| Compromís | Alcalá de Chivert 13 concejales     | - Alcalde: Francisco Juan (PP) - Gobierno municipal: PP                | 336       | 9,20   | 1     | Sin cambios |             | - Alcalde: Francisco Juan (PP) - Gobierno municipal: PP               |
| Cs        | Alcalá de Chivert 13 concejales     | - Alcalde: Francisco Juan (PP) - Gobierno municipal: PP                | 301       | 8,24   | 1     | Sin cambios |             | - Alcalde: Francisco Juan (PP) - Gobierno municipal: PP               |
|           | Moncófar 13 concejales              | - Alcalde: Wenceslao Alós (PP) - Gobierno municipal: PP                | PP        | 1905   | 56,87 | 8           | 3           | - Alcalde: Wenceslao Alós (PP) - Gobierno municipal: PP               |
| PSOE      | Moncófar 13 concejales              | - Alcalde: Wenceslao Alós (PP) - Gobierno municipal: PP                | 639       | 19,07  | 3     | 2           |             | - Alcalde: Wenceslao Alós (PP) - Gobierno municipal: PP               |
| Compromís | Moncófar 13 concejales              | - Alcalde: Wenceslao Alós (PP) - Gobierno municipal: PP                | 405       | 12,09  | 1     | 1           |             | - Alcalde: Wenceslao Alós (PP) - Gobierno municipal: PP               |
| Podemos   | Moncófar 13 concejales              | - Alcalde: Wenceslao Alós (PP) - Gobierno municipal: PP                | 226       | 6,75   | 1     | 1           |             | - Alcalde: Wenceslao Alós (PP) - Gobierno municipal: PP               |
|           | Almenara 13 concejales              | - Alcalde: Estíbaliz Pérez (PSOE) - Gobierno municipal: PSOE           | PSOE      | 1527   | 48,38 | 7           | Sin cambios | - Alcalde: Estíbaliz Pérez (PSOE) - Gobierno municipal: PSOE          |
| PP        | Almenara 13 concejales              | - Alcalde: Estíbaliz Pérez (PSOE) - Gobierno municipal: PSOE           | 743       | 23,54  | 3     | 1           |             | - Alcalde: Estíbaliz Pérez (PSOE) - Gobierno municipal: PSOE          |
| Compromís | Almenara 13 concejales              | - Alcalde: Estíbaliz Pérez (PSOE) - Gobierno municipal: PSOE           | 611       | 19,36  | 3     | 1           |             | - Alcalde: Estíbaliz Pérez (PSOE) - Gobierno municipal: PSOE          |
|           | Bechí 13 concejales                 | - Alcalde: Alfred Remolar (Compromís) - Gobierno municipal: Compromís  | Compromís | 1773   | 52,64 | 8           | 1           | - Alcalde: Alfred Remolar (Compromís) - Gobierno municipal: Compromís |
| PP        | Bechí 13 concejales                 | - Alcalde: Alfred Remolar (Compromís) - Gobierno municipal: Compromís  | 564       | 16,75  | 2     | Sin cambios |             | - Alcalde: Alfred Remolar (Compromís) - Gobierno municipal: Compromís |
| PSOE      | Bechí 13 concejales                 | - Alcalde: Alfred Remolar (Compromís) - Gobierno municipal: Compromís  | 441       | 13,09  | 2     | 1           |             | - Alcalde: Alfred Remolar (Compromís) - Gobierno municipal: Compromís |
| Podemos   | Bechí 13 concejales                 | - Alcalde: Alfred Remolar (Compromís) - Gobierno municipal: Compromís  | 437       | 12,98  | 1     | 1           |             | - Alcalde: Alfred Remolar (Compromís) - Gobierno municipal: Compromís |
|           | Torreblanca 13 concejales           | - Alcalde: María Josefa Tena (PSOE) - Gobierno municipal: PSOE         | PSOE      | 761    | 26,46 | 4           | Sin cambios | - Alcalde: María Josefa Tena (PSOE) - Gobierno municipal: PSOE        |
| PP        | Torreblanca 13 concejales           | - Alcalde: María Josefa Tena (PSOE) - Gobierno municipal: PSOE         | 738       | 25,66  | 3     | 2           |             | - Alcalde: María Josefa Tena (PSOE) - Gobierno municipal: PSOE        |
| Compromís | Torreblanca 13 concejales           | - Alcalde: María Josefa Tena (PSOE) - Gobierno municipal: PSOE         | 573       | 19,92  | 3     | 1           |             | - Alcalde: María Josefa Tena (PSOE) - Gobierno municipal: PSOE        |
| Cs        | Torreblanca 13 concejales           | - Alcalde: María Josefa Tena (PSOE) - Gobierno municipal: PSOE         | 451       | 15,68  | 2     | Sin cambios |             | - Alcalde: María Josefa Tena (PSOE) - Gobierno municipal: PSOE        |
| TD        | Torreblanca 13 concejales           | - Alcalde: María Josefa Tena (PSOE) - Gobierno municipal: PSOE         | 231       | 8,03   | 1     | 1           |             | - Alcalde: María Josefa Tena (PSOE) - Gobierno municipal: PSOE        |
|           | Borriol 13 concejales               | - Alcalde: Silverio Tena (Compromís) - Gobierno municipal: Compromís   | Compromís | 1092   | 38,42 | 6           | 1           | - Alcalde: Hèctor Ramos (Compromís) - Gobierno municipal: Compromís   |
| PP        | Borriol 13 concejales               | - Alcalde: Silverio Tena (Compromís) - Gobierno municipal: Compromís   | 669       | 23,54  | 3     | 2           |             | - Alcalde: Hèctor Ramos (Compromís) - Gobierno municipal: Compromís   |
| VdeB      | Borriol 13 concejales               | - Alcalde: Silverio Tena (Compromís) - Gobierno municipal: Compromís   | 395       | 13,90  | 2     | Sin cambios |             | - Alcalde: Hèctor Ramos (Compromís) - Gobierno municipal: Compromís   |
| PSOE      | Borriol 13 concejales               | - Alcalde: Silverio Tena (Compromís) - Gobierno municipal: Compromís   | 343       | 12,07  | 1     | Sin cambios |             | - Alcalde: Hèctor Ramos (Compromís) - Gobierno municipal: Compromís   |
| Cs        | Borriol 13 concejales               | - Alcalde: Silverio Tena (Compromís) - Gobierno municipal: Compromís   | 283       | 9,96   | 1     | 1           |             | - Alcalde: Hèctor Ramos (Compromís) - Gobierno municipal: Compromís   |